# Unibet Tietema Rockets
Das Team Unibet Tietema Rockets ist ein französisches Radsportteam mit Sitz in niederländischen Zwolle.

## Organisation und Geschichte
Das Team wurde zur Saison 2023 in den Niederlanden neu gegründet und ist im Besitz einer Lizenz als UCI Continental Team. Einer der Teamgründer und Namensgeber ist der ehemalige Radrennfahrer Bas Tietema, der einen YouTube-Kanal mit dem Namen Tour de Tietema (TDT) betreibt und im Gründungsjahr noch als Fahrer aktiv war. Hauptsponsor ist der Anbieter von Sportwetten Unibet.
Die ersten Fahrer des Teams hatten zum größten Teil Erfahrung auf internationaler Ebene, als erster Sportlicher Leiter wurde der ehemalige niederländische Bahnrad-Trainer Hugo Haak gewonnen. Mittelfristig strebte das Team eine Lizenzierung als UCI ProTeam an, um an Rennen mit einer höheren Kategorie bis hin zu den Grand Tours und den Monumenten des Radsports teilnehmen zu können.
Den ersten Sieg bei einem UCI-Rennen erzielte das Team bei der ZLM Tour 2023 mit dem Gewinn der ersten Etappe durch Yentl Vandevelde. Im Juli 2023 gab das Team bekannt, dass es bereits zur Saison 2024 eine Lizenz als UCI ProTeam beantragt hat, die im Dezember 2023 auch vom Weltradsportverband erteilt wurde. Im ersten Jahr als ProTeam fügte das Team vier Siege seinem Palmarès hinzu.
Ab der Saison 2025 startet das Team mit französischer Lizenz. Gründe für den Wechsel waren die Übernahme der niederländischen Unibet Group von der französischen Française des Jeux sowie das Verbot des Sponsorings durch Glücksspielunternehmen in den Niederlanden ab dem 1. Juli 2025. Zudem erhofft sich das Team bessere Chancen bei der Vergabe der Wildcards für die Tour de France 2026.

## Mannschaft 2025
| Teamkader 2025              | Teamkader 2025    | Teamkader 2025         | Teamkader 2025                                   |
| Name                        | Geburtsdatum      | Land                   | Vorheriges Team                                  |
| --------------------------- | ----------------- | ---------------------- | ------------------------------------------------ |
| Joren Bloem                 | 21. Dezember 1999 | Niederlande            | À Bloc CT (2022)                                 |
| Davide Bomboi               | 27. März 2000     | Belgien                | Elevate p/b Home Solution Soenens (2022)         |
| Martijn Budding             | 31. August 1995   | Niederlande            | Riwal Cycling Team (2022)                        |
| Giovanni Carboni            | 31. August 1995   | Italien                | JCLTeam Ukyo (2024)                              |
| Cedrik Bakke Christophersen | 11. Dezember 2001 | Norwegen               | Team Coop-Repsol (2023)                          |
| Hartthijs de Vries          | 11. Juli 1996     | Niederlande            | Metec-Solarwatt p/b Mantel (2022)                |
| Odd Christian Eiking        | 28. Dezember 1994 | Norwegen               | Uno-X Mobility (2024)                            |
| Owen Geleijn                | 14. Januar 2001   | Niederlande            | Jumbo-Visma Development Team (2023)              |
| Axel Huens                  | 5. September 2001 | Frankreich             | Circus-Re Uz-Technord (2023)                     |
| Baptiste Huyet              | 6. Juli 2000      | Frankreich             | Bourg-en-Bresse Ain Cyclisme (2023)              |
| Kevin Inkelaar              | 8. Juli 1997      | Niederlande            | Leopard Pro Cycling (2022)                       |
| Jelle Johannink             | 22. Oktober 1996  | Niederlande            | À Bloc CT (2023)                                 |
| Tomáš Kopecký               | 8. April 2000     | Tschechien             | À Bloc CT (2022)                                 |
| Lukáš Kubiš                 | 31. Januar 2000   | Slowakei               | Elkov-Kasper (2024)                              |
| Zeb Kyffin                  | 23. Februar 1998  | Vereinigtes Königreich | Saint Piran (2023)                               |
| Lander Loockx               | 25. April 1997    | Belgien                | Team Deschacht-Group Hens-Containers Maes (2023) |
| Adrien Maire                | 17. November 2000 | Frankreich             | AVC Aix-en-Provence (2023)                       |
| Sergio Meris                | 10. März 2001     | Italien                | MBH Bank Colpack Ballan (2024)                   |
| Wessel Mouris               | 30. Dezember 2002 | Niederlande            | Metec-Solarwatt p/b Mantel (2024)                |
| Sebastian Nielsen           | 27. August 2000   | Dänemark               | ColoQuick (2023)                                 |
| Charles Paige               | 7. Juli 2001      | Vereinigtes Königreich | Bourg-en-Bresse Ain Cyclisme (2023)              |
| Abram Stockman              | 31. Juli 1996     | Belgien                | Saris Rouvy Sauerland Team (2022)                |
| Andreas Stokbro             | 8. April 1997     | Dänemark               | Leopard TOGT Pro Cycling (2023)                  |
| Adam Ťoupalík               | 9. Mai 1996       | Tschechien             | Elkov-Kasper (2023)                              |
| Killian Verschuren          | 20. Oktober 2002  | Frankreich             | Decathlon AG2R La Mondiale Development (2024)    |
|                             |                   |                        |                                                  |
| Quelle: ProCyclingStats     |                   |                        |                                                  |

## Platzierungen in der UCI-Weltrangliste
| World Ranking | World Ranking | World Ranking              | World Ranking |
| Jahr          | Teamwertung   | Einzelwertung              |               |
| ------------- | ------------- | -------------------------- | ------------- |
| 2023          | 51.           | Hartthijs de Vries (459. ) |               |
| 2024          | 34.           | Lander Loockx (338. )      |               |
|               |               |                            |               |
| Quelle: UCI   |               |                            |               |